# آرنولدو ایگواران
آرنولدو ایگواران (اسپانیایی: Arnoldo Iguarán‎؛ زاده ۱۸ ژانویهٔ ۱۹۵۷) یک بازیکن فوتبال اهل کلمبیا است.

## تیم ملی
وی همچنین در تیم ملی فوتبال کلمبیا بازی کرده است.